# Maria Klemens Philipp Feldmann
Maria Klemens Philipp Feldmann (* 24. März 1885; † 15. Juni 1971) war vom 29. Mai 1935 bis 31. Juli 1942 Bischof der Altkatholischen Kirche der Mariaviten in Polen und Nachfolger von Jan Maria Michał Kowalski.
Feldmann gehörte zu den ersten Anhängern der Mariaviten. Er gehörte zu den ersten sechs Diakonen, die am 15. August 1914 in Płock geweiht wurden. Am 28. März 1929 wurde er zum Bischof geweiht, 1935 wählte ihn die Synode der Mariaviten zum Nachfolger von Jan Maria Michał Kowalski.
Als Volksdeutscher war es ihm durch die Nationalsozialisten untersagt, die Mariaviten in Polen zu leiten, er musste das Land verlassen und wurde am 1. August 1942 zum Pfarrverweser des altkatholischen Pfarramtes Blumberg ernannt. Die Mariaviten betrachten ihn aber bis zum Jahr 1945 als Bischof.
1957 kehrte er nach Polen zurück und ließ sich in Płock nieder. Lange Jahre gab er die monatlich erscheinende Zeitschrift Mariavita heraus. Nach seinem Tod im Jahr 1971 wurde er in der Kathedrale der Mariaviten in Płock begraben.